# Solitudo Helii
Solitudo Helii  è una caratteristica di albedo della superficie di Mercurio.